# FC Horsens
FC Horsens er en dansk fodboldklub i den sydlige del af den østjyske by Horsens. Klubbens førstehold spiller fra foråret 2021 i Serie 1 (DBU Jylland), men har tidligere optrådt i både Kvalifikationsrækken og Danmarksserien. Klubben var en af medstifterne til overbygningsklubben AC Horsens, men er i dag en helt selvstændig klub.
En af klubbens mest prominente tidligere spillere er den tidligere AC Horsens målmand Søren Jochumsen. Af andre koryfæer kan nævnes Carl Trane, Søren Friis og målmand Peter Bosse. Sidstnævnte var en sikker sidste skanse i storhedstiden op gennem 00'erne.
Klubben har hjemme på Ternevej i det sydlige Horsens.

## Eksterne links
- Klubbens hjemmeside Arkiveret 24. oktober 2020 hos  Wayback Machine